# Discophora amethystina
Discophora amethystina är en fjärilsart som beskrevs av Hans Ferdinand Emil Julius Stichel 1900. Discophora amethystina ingår i släktet Discophora och familjen praktfjärilar. Inga underarter finns listade i Catalogue of Life.